# フリッツ・ブッシュ
フリッツ・ブッシュ（ドイツ語: Fritz Busch, 1890年3月13日 - 1951年9月14日）はドイツの指揮者。ヴァイオリニストのアドルフ・ブッシュやチェリストのヘルマン・ブッシュの兄としても知られる。

## 略歴
ドイツ帝国西部、ヴェストファーレンのジーゲンに生まれ、ケルン音楽院で学んだ後、1909年にリガで指揮者デビューを果たす。1912年からアーヘン市立歌劇場、1918年からシュトゥットガルト、1922年からドレスデン国立歌劇場の音楽監督を歴任。1933年にナチスを嫌ってドイツを離れ、南米や北欧を中心に活動する。1934年から亡くなるまでグラインドボーン音楽祭の音楽監督を務めたが、1937年から1940年までストックホルム・フィルハーモニー管弦楽団の音楽監督を兼任し、1937年から亡くなるまでデンマーク国立交響楽団の首席指揮者も務めていた。ロンドンで没した。